# Euroflora

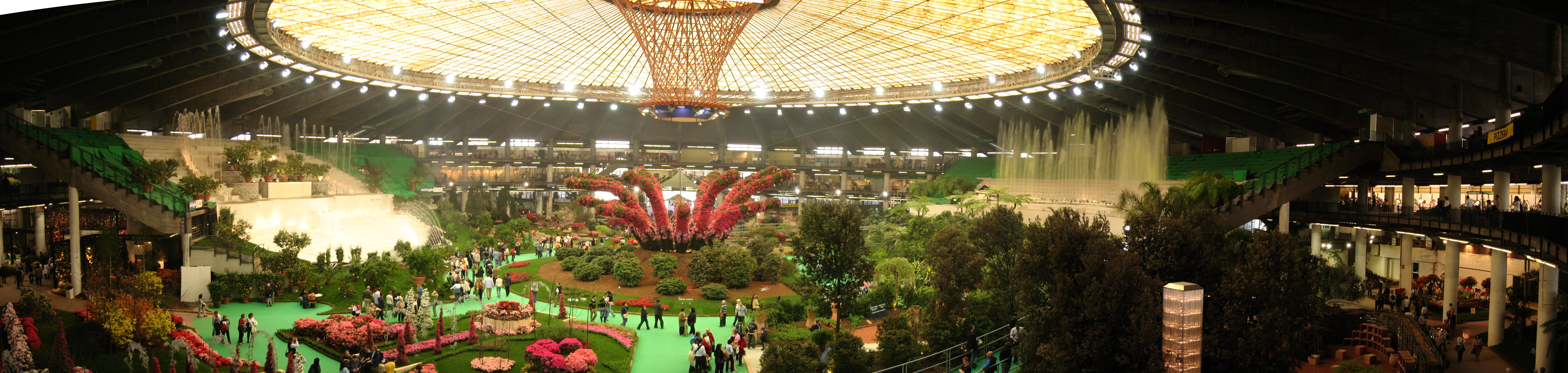
Vue à 180°du Palasport ou pavillon S.

Euroflora est le nom de floralies internationales organisées tous les cinq ans sur le site de la fiera (it), situé sur le port de Gênes.
Indépendamment de l'exposition principale, Euroflora donne l'occasion à la commune de Gênes de se transformer en un vaste jardin, avec des compositions et aménagements floraux particuliers au palazzo Ducale, dans les musées de la via Garibaldi, à la Villa del Principe, Villa Durazzo-Pallavicini, Villa Galliera, les parcs de Nervi (it)....

## Histoire
Nées d'une idée du sénateur Carlo Pastorino, à l'époque président de la Foire de Gênes, qui proposa à l'association des floriculteurs ligures d'organiser, à cadence quinquennale, de grandes floralies en s'inspirant de celles de Gand en Belgique. Date importante est le 27 août 1965, lorsque de Bruxelles, le président Émile Debroise de l'A.I.P.H - Association Internationale des Producteurs Horticoles autorisa le déroulement de la manifestation. Depuis 2006, Euroflora est, aussi, adhérente à l'AIF- Association of International Floralies.
Dès sa première édition, en 1966, - la manifestation se déroule à la fin du mois d'avril - elle est le rendez-vous de plusieurs centaines d'exposants et de milliers de passionnés provenant du monde entier et totalise plus de quatre millions de visiteurs en neuf éditions. Chaque édition a une thématique, véritable théâtre de fleurs où se côtoient tous les parfums et couleurs de chaque continent dans un décor de cascades et de jets d'eau.

## Description
Le centre scénographique de l'exposition est le Palasport, grand pavillon circulaire, nommé aussi pavillon S. Le nouveau pavillon Blu, inauguré en 2009 et dessiné par Jean Nouvel, offre une spectaculaire verrière-terrasse de 10 000 m2 de couleur bleue, donnant sur la mer.
En marge de l'événement principal, Euroflora comprend également des espaces d'expositions comme le - pavillon C - Flortec, dédié à l'équipement et aux produits pour professionnels et amateurs, le pavillon Florcasa présente du mobilier de jardin, et au - pavillon B - Mercato verde où il est possible d'acheter des plantes directement chez les producteurs.

## Prix et récompenses
Dans le cadre de la manifestation, plus de 500 concours techniques et esthétiques sont réservés aux exposants et un prix international orti e giardini adressé aux paysagistes, aux écoles et aux associations d'horticulture.

## Édition spéciale
Grâce à la coopération entre les villes de Gand et de Gênes, l'édition génoise de 2016 se produira en 2015 dans le prolongement des floralies de Gand, et sera un des préludes à l'Exposition universelle de Milan.

## Photothèque

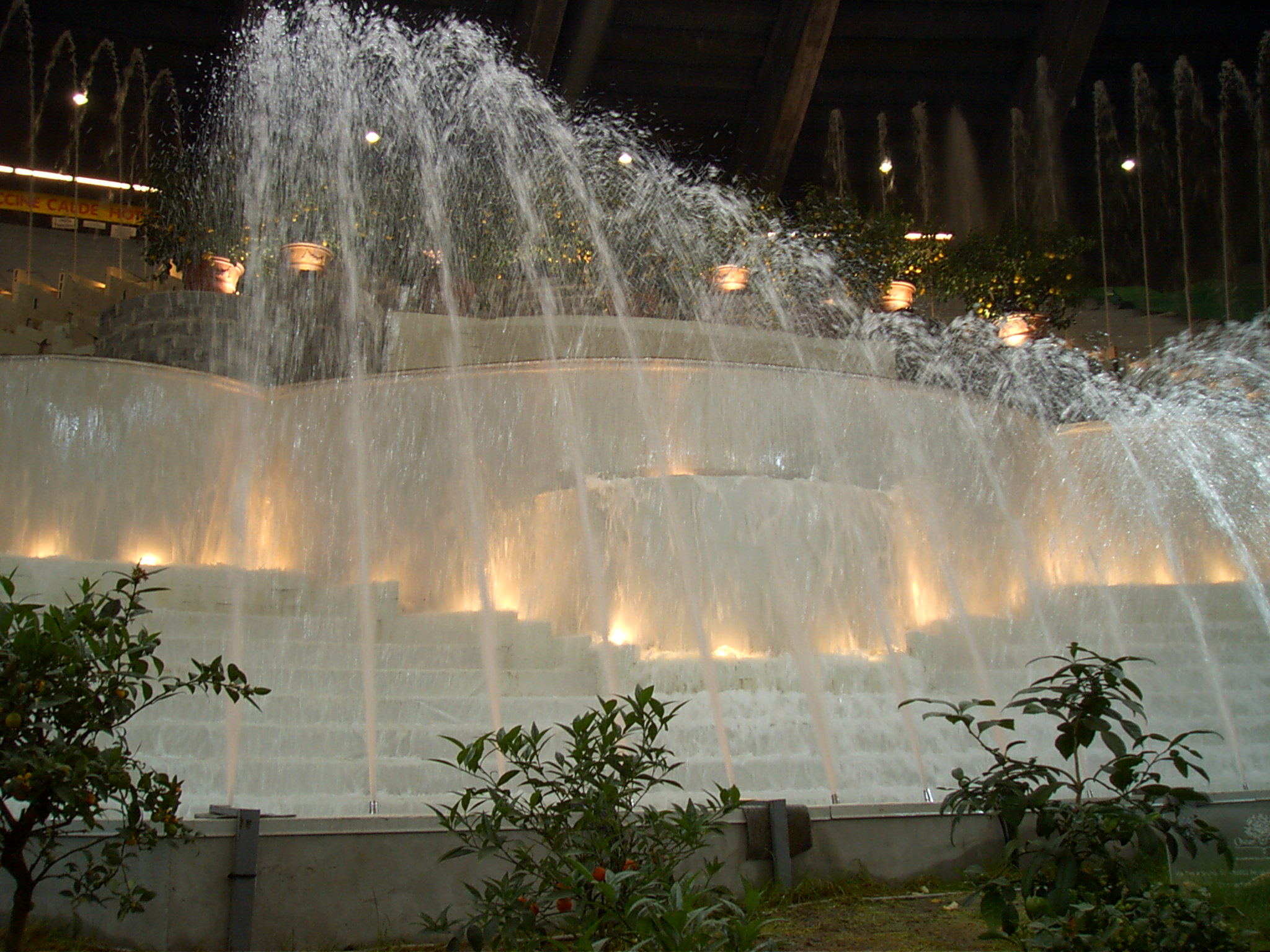
Cascades et jets d'eau.
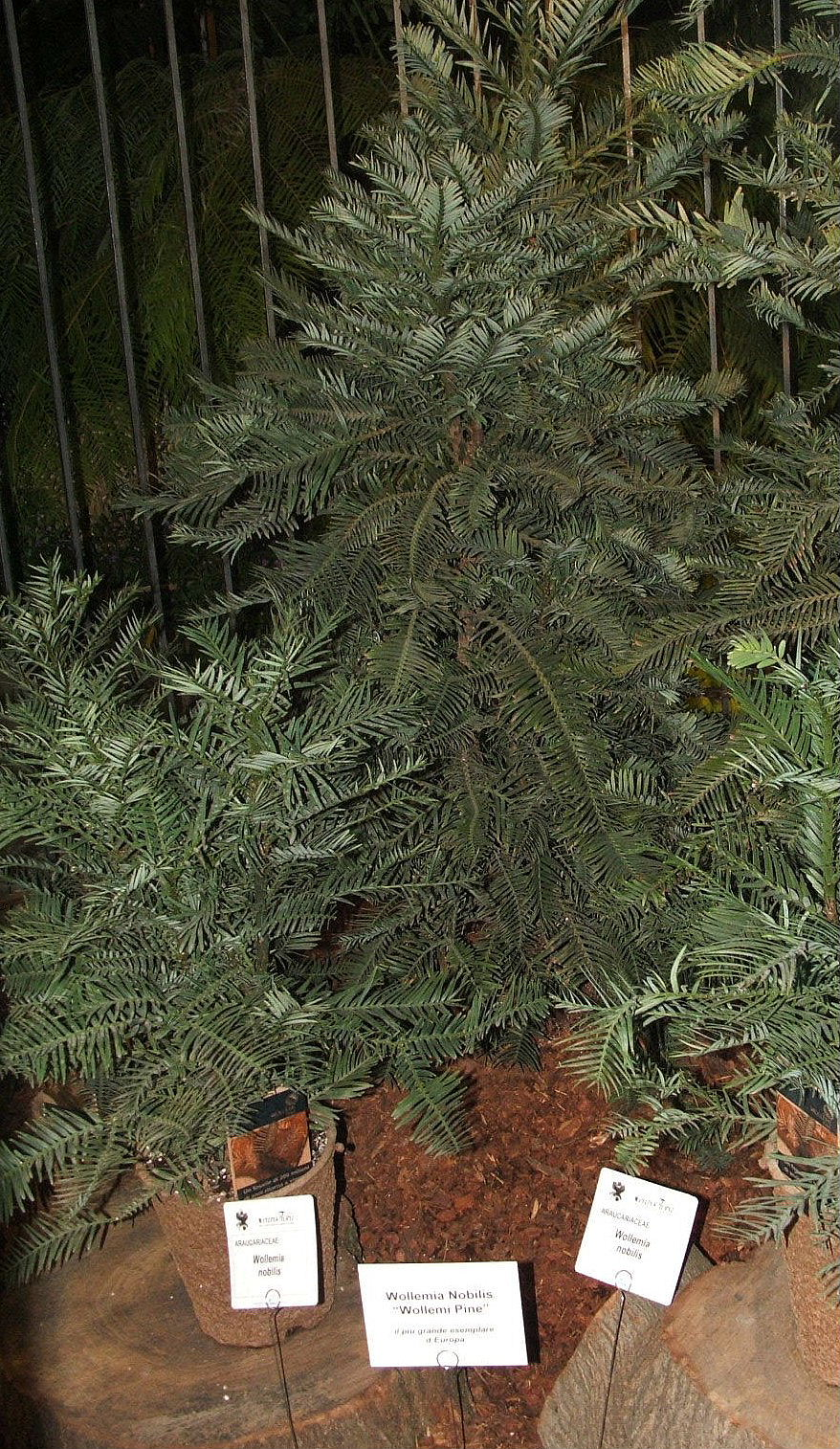
Exemplaire d'un Wollemia nobilis.
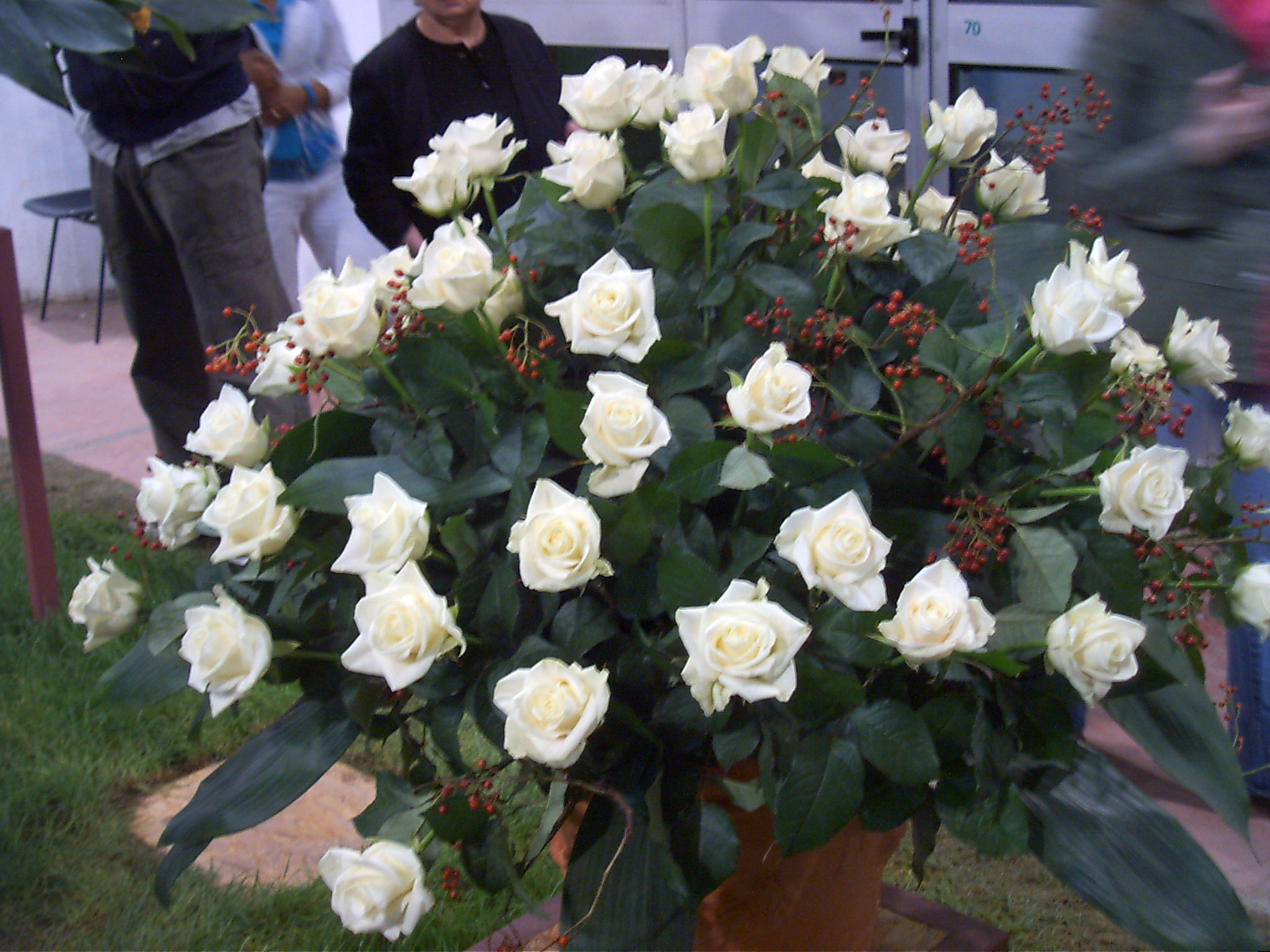
Gerbe de roses blanches.